# Аріф Мухаммед Басалама
Аріф Мухаммед Басалама (індонез. Arief Muhammad Basalamah) — індонезійський дипломат. Надзвичайний і Повноважний Посол Індонезії в Україні (з 2023).

## Життєпис
Закінчив Падджаджаранський університет, Бандунг, Доктор міжнародних відносин (1984—1990); Інститут дипломатії та міжнародних відносин, Малайзія (1995); Центр освіти та підготовки, Міністерство закордонних справ Республіки Індонезія, Джакарта (1992—2009); Національний інститут державного управління Республіки Індонезія, Джакарта (2002—2009); Нідерландський інститут міжнародних відносин «Clingendael», Гаага (2010—2010).
У 1992—1993 рр. — Стажист Центру навчання і тренінгів, Джакарта, Індонезія
У 1994—1995 рр. — Аташе, відділ торгівлі та туризму, Бюро з економічних питань, Національний секретаріат АСЕАН, Джакарта, Індонезія
У 1995—1997 рр. — Голова підвідділу сприяння торгівлі в Бюро з економічних питань Національного секретаріату АСЕАН
У 1997—2000 рр. — Аташе, а потім третій секретар з економічних питань Посольство Республіки Індонезія в Тунісі
У 2000—2002 рр. — Начальник відділу інформаційно-стипендіальної роботи Центру освіти і навчання МЗС Індонезії
У 2002—2003 рр. — Начальник відділу дипломатичної підготовки Центру освіти та підготовки МЗС Індонезії
У 2003—2007 рр. — Другий секретар, потім перший секретар з політичних справ Посольство Республіки Індонезія в Лондоні, Велика Британія
У 2008—2010 рр. — Заступник директора Управління внутрішньорегіонального співробітництва Азійсько-тихоокеанський регіону та Африки Міністерства закордонних справ Республіки Індонезія
У 2011—2014 рр. — Консул/радник, потім міністр-радник з економічних питань і голова канцелярії Генеральне консульство Республіки Індонезія у Ванкувері
У 2014—2016 рр. — Керівник відділу загальних справ Секретаріату Генерального директорату у справах Америки та Європи МЗС Індонезії
У 2017 році — Керівник відділу розвитку дипломатичної посади МЗС Індонезії
У 2017—2020 рр. — Директор Центру управління функціональними посадами Міністерства закордонних справ Республіки Індонезія
У 2020—2023 рр. — Генеральний консул Республіки Індонезія в Марселі, Франція
З 2023 року — Надзвичайний і Повноважний Посол Індонезії в Україні.
14 серпня 2023 року вручив копії вірчих грамот заступнику Міністра закордонних справ України Еміне Джапарові.
17 серпня 2023 року вручив вірчі грамоти Президенту України Володимиру Зеленському.

## Нагороди та відзнаки
- Президентська бронзова медаль «За 10 років вірності та вірності» (2002),
- Президентська срібна медаль за «20 років служби» (2012).